# Cornulaca monacantha
Cornulaca monacantha là loài thực vật có hoa thuộc họ Dền. Loài này được Delile mô tả khoa học đầu tiên năm 1813.